# Liselotte Schmidt
Liselotte Schmidt, auch Lisl Schmidt, verheiratete Grinzinger (* 10. August 1924; † 2. Oktober 2020 in Linz) war eine österreichische Sängerin (Sopran), Schauspielerin und Hörspielsprecherin.

## Leben
Liselotte Schmidt war vor allem als Operettensängerin erfolgreich. Sie wirkte unter anderem am Landestheater Linz und nahm in den 1950er bis 1970er Jahren zahlreiche Hörfunk- und Platteneinspielungen auf, so etwa mit dem Münchner Rundfunkorchester unter Dirigent Werner Schmidt-Boelcke oder dem Bruckner Orchester Linz unter Herbert Mogg. Sie sang etwa mit Interpreten wie Rudolf Schock und neben bekannten Operetten auch Werke von Komponisten wie Ludwig Schmidseder oder Igo Hofstetter.
Schmidt spielte außerdem an der Seite ihres Gatten Hubert Mann ab 1945 in den gemeinsam mit Franz Pühringer und Veit Relin gegründeten – heute nicht mehr existenten – Städtischen Kammerspielen in Linz. Weiters war Schmidt gemeinsam mit Hubert Mann und Haymo Pockberger beim ORF als Sprecherin für Hörspiele tätig.
Tochter Franziska Grinzinger und Enkelin Katharina Straßer wurden ebenfalls Schauspielerinnen. Schmidt lebte in Linz.

## Hörspiele (Auswahl)
Die Hörspiele wurden, soweit nicht anders angegeben, beim ORF-Landesstudio Oberösterreich produziert.
- 1966: Florian Kalbeck: Die Bettler (Eine Magd) – Regie: Ferry Bauer (Hörspielbearbeitung)
- 1967: Michael Gilbert: Der Mann, der nicht schlafen konnte (6 Folgen) – Regie: Ferry Bauer (Hörspielbearbeitung, Kriminalhörspiel)
- 1969: Oskar Zemme: Die Abreise (Mädchen) – Regie:Ferry Bauer (Hörspiel)
- 1969: Paul Verhoeven, Toni Impekoven: Das kleine Hofkonzert – Regie: Ferry Bauer (Hörspielbearbeitung)
- 1970: Wilhelm Lichtenberg: Wem Gott ein Amt gibt (Annie) – Regie: Ferry Bauer (Hörspiel)
- 1971: Alfred Andersch: Russisches Roulette (Grand-Hostess) – Regie: Ferry Bauer(Hörspielbearbeitung)
- 1972: Felix Lützkendorf: Liebesbriefe – Regie: Ferry Bauer (Hörspiel)
- 1973: Jerzy Krzyston: Genosse N (Sekretärin des Bürgermeisters) – Regie:Ferry Bauer (Original-Hörspiel)
- 1973: Curth Flatow: Scheiden tut nicht weh – Regie: Ferry Bauer (Musical, Hörspielbearbeitung)
- 1973: Gudrun Wirth: Glatteis – Regie: Ferry Bauer (Kriminalhörspiel)
- 1977: Fritz Meingast: Der Fall Franz Jägerstätter (Franziska) – Regie: Ferry Bauer (Hörspiel)
- 1977: Friederike Mayröcker: Landarzt – Regie: Ferry Bauer (Hörspiel)
- 1977: Christoph Aigner, Christian Wallner: Scherzo – eine Annäherung – Regie: Ferry Bauer (Originalhörspiel)
- 1978: Leo Frank: Die Sprechpuppe – Regie: Ferry Bauer (Hörspiel)
- 1978: Peter Kraml: Das Kind ist weg – Regie: Friedrich Ch. Zauner () (Originalhörspiel)
- 1979: Anestis Logothetis: Menetekel – Regie: Anestis Logothetis (Originalhörspiel)
- 1980: Tom Stoppard: Das Fräulein, das die Zeit ansagt – Regie: Ferry Bauer (Originalhörspiel)
- 1980: Oskar Zemme: Heimweh nach der Fremde (Witwe) – Regie: Ferry Bauer (Originalhörspiel – SFB/ORF OÖ)
- 1981: Ephraim Kishon: Der Blaumilchkanal – Regie: Ferry Bauer(Originalhörspiel)
- 1981: Friedrich Ch. Zauner: Die Entdeckung des Herrn Kalander – Regie: Ferry Bauer (Hörspiel)
- 1980: Alexandre Dumas der Jüngere: Halbwelt – Regie: Ferry Bauer (Hörspielbearbeitung)
- 1982: Louis-Benoît Picard, Friedrich Schiller: Der Parasit – Regie: Ferry Bauer (Hörspielbearbeitung)
- 1984: Franz Rieger: Bahnwärter Tutzinger (Tutzingers Tochter) – Regie: Ferry Bauer (Originalhörspiel)
- 1986: Christian Schacherreiter: Florianus und Florynde – Regie: Alfred Pittertschatscher (Hörspiel)
- 1987: Walter Wippersberg: Panther & Co: Damals in Afrika oder Opa zieht um (Marktfrau) – Regie: Walter Wippersberg (Originalhörspiel, Kinderhörspiel – ORF/RIAS)

Quellen: ARD- und OE1-Hörspieldatenbank